# Grønnehave Station
Grønnehave Station er en dansk jernbanestation i den nordlige del af Helsingør. Stationen ligger på  Hornbækbanen mellem Helsingør og Gilleleje og betjenes af tog fra Lokaltog.
Stationsbygningen bliver i dag brugt til et kontorfællesskab for kreative virksomheder indenfor grafisk design, 3-D animation, webudvikling, strategi og PR. Kontorfællesskabet hedder STATIONEN.

## Historie
Stationen åbnede i 1906 som endestation på den nyåbnede Helsingør-Hornbæk Jernbane (HHB). Fra 1908 blev alle togene på Hornbækbanen dog videreført fra Grønnehave Station ad havnebanen langs Helsingør Havn til en holdeplads i gaden ved siden af Helsingør Station.
I 1952 blev Grønnehave station ombygget, og alle spor blev flyttet fra nord til syd for stationsbygningen, blandt andet fordi fabrikken Tretorn havde brug for plads til udvidelse.